# Tessellota trifasciata
Tessellota trifasciata är en fjärilsart som beskrevs av Hermann Burmeister 1878. Tessellota trifasciata ingår i släktet Tessellota och familjen björnspinnare. Inga underarter finns listade i Catalogue of Life.